# Liste der Linienschiffe der französischen Marine
In der Liste der Linienschiffe der französischen Marine sind alle zwischen 1643 und 1870 gebauten und in Dienst gestellten Linienschiffe Frankreichs bzw. der französischen Marine aufgeführt.

## Regierungszeit Ludwig XIV. (1643–1715)

### Vaisseaux du premier rang

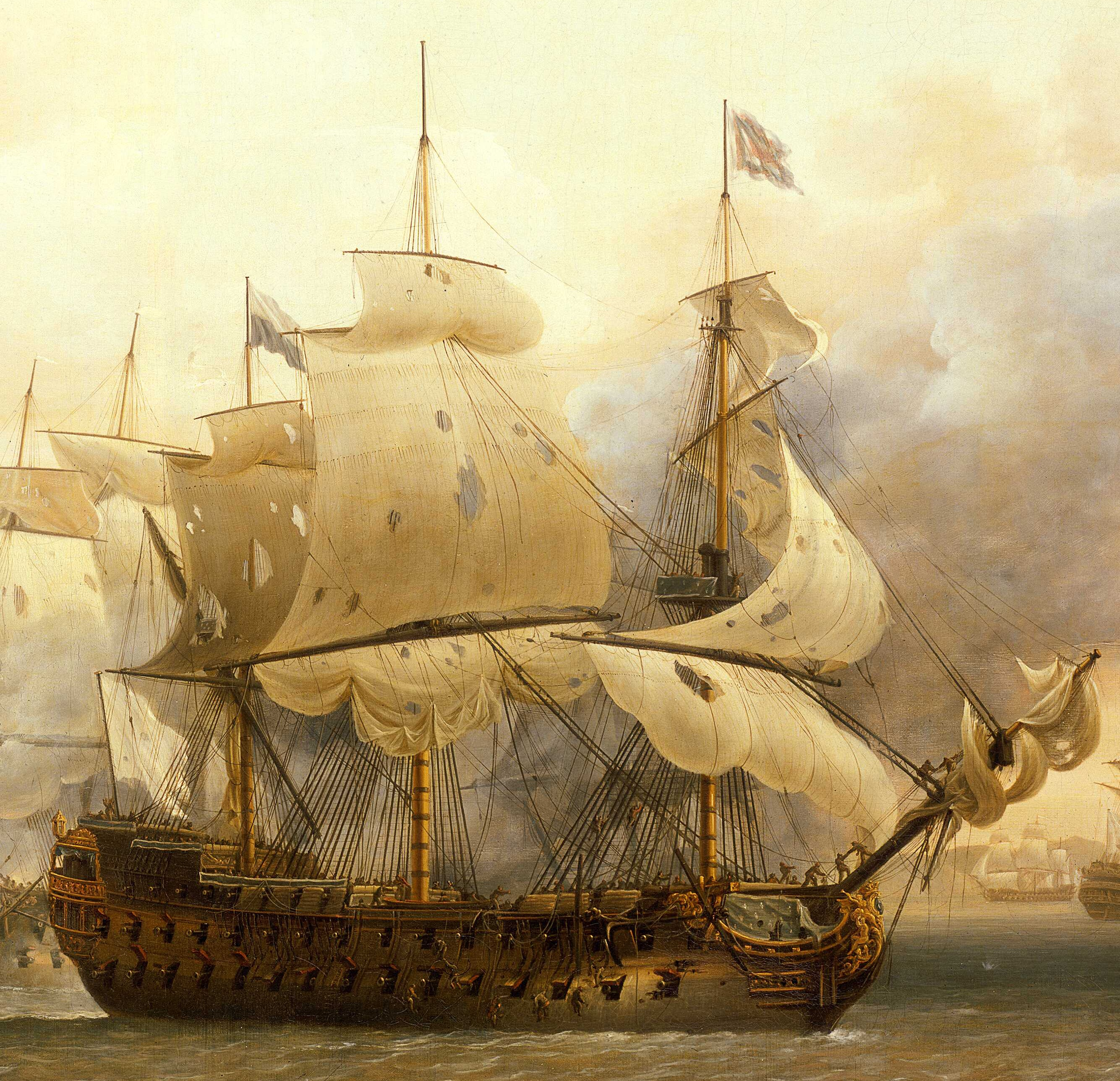
Die Saint Esprit im Jahr 1782

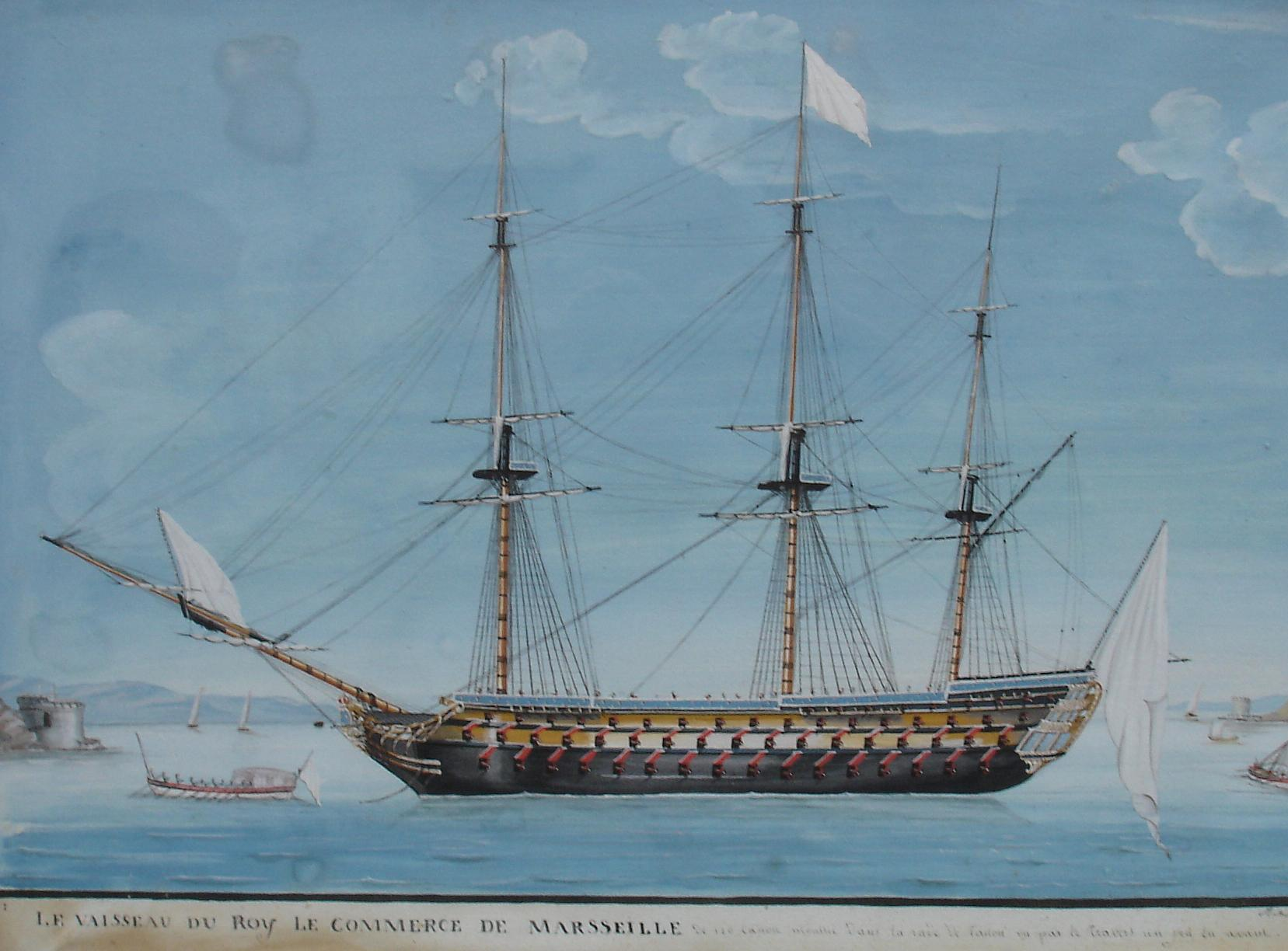
Das 118-Kanonen-Linienschiff Commerce de Marseille

#### Vaisseaux du premier rang extraordinaire

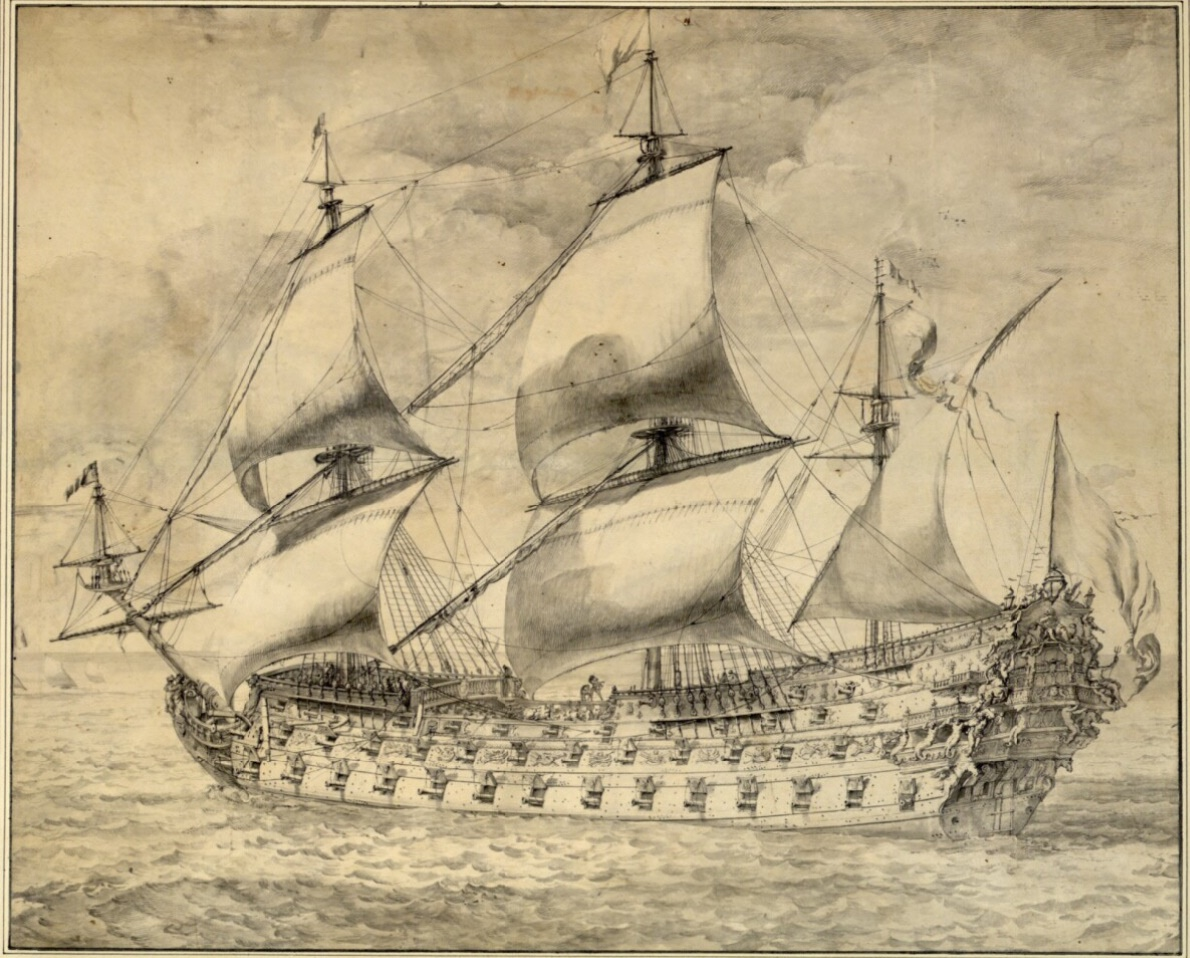
Die Royal Louis (1668) um 1680

- Royal Louis 104 (1668)
- Dauphin Royal 100/104 (1668)
- Royal Duc 104 (1668)
- Soleil Royal 106/110 (1669)
- Victorieux 108/100 (1679)
- Royal Louis 110 (1692)
- Soleil Royal 104 (1692)
- Terrible 100/104 (1693)
- Foudroyant 104 (1694)

#### Vaisseaux du premier rang ordinaire
- Vendôme 72/66 (1651)
- Saint Philippe 74/84 (1663)
- Henri 70/76 (1669)
- Monarque 84/80 (1668)
- Île de France 70/76/84 (1669)
- Paris 70/80 (1669)
- Couronne 82/76 (1669)
- Sceptre 80/84 (1670)
- Magnamine 70/76/84 (1673)
- Soverain 80/84 (1678)
- Intrépide 82/84 (1690)
- Monarque 90 (1690)
- Victoriuex 94/88 (1691)
- Orgueilleux 88/90 (1691)
- Foudroyant-Klasse
  - Foudroyant 90/84 (1691)
  - Merveilleux 90/80 (1691)
- Admirable 84 (1691)
- Sceptre-Klasse
  - Sceptre 84 (1691)
  - Lys 84 (1691)
- Formidable 90 (1691)
- Fulminante 98 (1691)
- Ambitieux 92 (1691)
- Magnifique 86 (1692)
- Ambitieux 92 (1692)
- Merveilleux 100/98 (1692)
- Admirable 96 (1692)
- Tonnant-Klasse
  - Tonnant 90 (1693)
  - Saint Phillipe 90 (1693)
- Triomphant 94 (1693)
- Fier 90/94 (1694)

### Vaisseaux du second rang

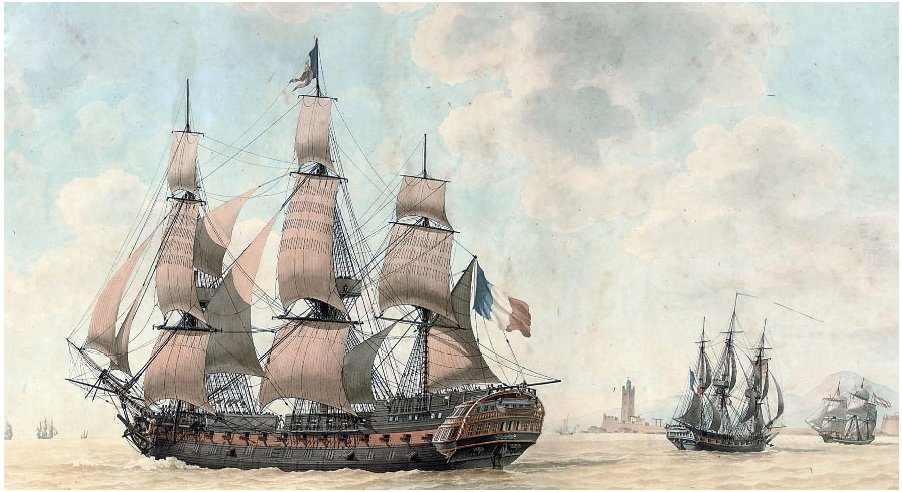
Das 74-Kanonen-Linienschiff Mont-Blanc.

#### Nominelle Dreidecker
- Bourbon 66/64 (1665)
- Prince 64/70 (1666)
- Frédéric 64/72/60 (1666)
- Princesse 60/64 (1667)
- Charente 66 (1669)
- Fort 66/76 (1669)
- Français 62/66 (1669)
- Madame 70/74 (1670)
- Royale Thérèse 68/76 (1670)
- Terrible 68/70 (1670)
- Tonnant 68/66 (1670)
- Florissant-Klasse
  - Florissant 70/76 (1670)
  - Henri 70/80 (1670)
- Constant-Klasse
  - Constant 74/76 (1675)
  - Courtisan 74/76 (1676)
- Terrible 72/76 (1680)
- Grand 70/88 (1680)
- Ardent 64 (1680)
- Tonnant-Klasse
  - Tonnant 70/76 (1681)
  - Fier 70/76 (1682)
- Bourbon 62/64 (1684)
- Magnifique 72/84 (1685)
- Conquérant 76/84 (1688)

#### Zweidecker
- Superbe-Klasse
  - Superbe 68/76 (1671)
  - Orgueilleux 68/76 (1671)
- Glorieux 60/64 (1679)
- Furieux 70/62 (1684)
- Content 64/66 (1686)
- Serieux 64 (1687)
- Courtisan 64 (1686)
- Henri 68/70 (1688)
- Éclatant 70/68 (1688)
- Aimable 70 (1690)
- Brillant 64 (1690)
- Superbe-Klasse
  - Superbe 70/68 (1690)
  - Invincible 70/68 (1690)
  - Constant 68 (1690)
  - Heureux 68 (1690)
- Gaillard 64 (1690)
- Laurier-Klasse
  - Laurier 64 (1690)
  - Sirène 64 (1691)
- Saint Esprit 76/74 (1691)
- Écueil 66 (1691)
- Juste 64 (1691)
- Bizarre 68 (1692)
- Bourbon 68 (1692)
- Saint-Louis-Klasse
  - Saint Louis 64 (1692)
  - Éole 64 (1693)
- Prompt 70/76 (1692)
- Fort 68/70 (1693)
- Content 64/60 (1695)
- Ferme 66/70 (1700)
- Parfait 72 (1701)
- Oriflamme-Klasse
  - Toulouse 62 (1703)
  - Oriflamme 62 (1704)
- Achille 64/62 (1705)
- Neptune 72 (1704)
- Saint Michel 70 (1706)
- Lys 72 (1706)
- Magnanime 72 (1706)
- Pompeux 72 (1707)
- Conquérant 70 (1712)

### Vaisseaux du troisième rang
- Reine 54/48 (1647)
- Brézé 56 (1647)
- César 52/56 (1648)
- Saint Louis 56/48 (1658)
- Royale 56 (1661)
- Triomphe 42/48/44 (1657)
- Rubis 60/64 (1664)
- Diamant 54/56 (1664)
- Thérèse 60 (1665)
- Navarre 56/54 (1666)
- Trident 44/54 (1666)
- Breton 56 (1666)
- Fleuron 48/50 (1668)
- Comte 50/60 (1667)
- Sophie 60/56 (1666, Übernahme 1670)
- Rouen 52 (1668)
- Lys 60 (1667)
- Fier 56/60 (1670)
- Wallon 48/50 (1669)
- Rochefort 56 (1669)
- Brave 48/54 (1670)
- Fortuné 54/56 (1671)
- Bourbon-Klasse
  - Bourbon 54/56 (1670)
  - Oriflamme 54/56 (1670)
- Excellent 56/60 (1670)
- Furieux 56/58 (1671)
- Fidèele-Klasse
  - Fidèele 56/62 (1671)
  - Agréable 56/62 (1671)
- Maure-Klasse
  - Maure 48/58 (1672)
  - Fendant 48/58 (1672)
- Intrépide 48/56 (1671)
- Saint Michel 56/60/64 (1673)
- Précieux-Klasse
  - Précieux 48/54 (1671)
  - Heureux 48/54 (1671)
- Apollon 44/60 (1671)
- Vaillant-Klasse
  - Vaillant 50/54 (1671)
  - Téméraire 50/54 (1671)
- Parfait 54/60/64 (1671)
- Fougueux 54/60 (1671)
- Bon 48/56 (1672)
- Brave 48/56 (1672)
- Hercule 52 (1673)
- Écueil 50/60 (1678)
- Exellent 50/68 (1679)
- Courageux 50/60 (1679)
- Entreprenant 50/60 (1680)
- Précieux 50/58 (1679)
- Prince 54/60 (1680)
- Arrogant-Klasse
  - Arrogant 50/60 (1682)
  - Brave 50/60 (1683)
- Apollon 50/62 (1683)
- Vermandois 60/62 (1684)
- Marquis 58/60 (1685)
- Sans Pareil 60/58 (1685)
- Modéré 60/52 (1685)
- Diamant 58/60 (1687)
- Saint Michel 58/60 (1686)
- Fortuné-Klasse
  - Fortuné 56/60 (1689)
  - Fleuron 56/60 (1689)
- Assuré 60 (1689)
- Perle 52 (1690)
- Entendu 58 (1691)
- Capable 58 (1692)
- Phénix 60 (1692)
- Indien 52 (1692)
- Pélican-Klasse
  - Pélican 50 (1693)
  - Mignon 50 (1693)
- Bon 56 (1693)
- Gaillard 54 (1693)
- Trident 60/56 (1695)
- Fouguex 50 (1695)
- Téméraire 50/54 (1695)
- Solide 50 (1695)
- Mercure 50 (1696)
- Assuré-Klasse
  - Assuré 60 (1697)
  - Prudent 60 (1697)
- Hasardeux 50 (1699)
- Oriflamme 64 (1699)
- Amphtrite 52 (1700)
- Fendant 58/56 (1701)
- Sage 54/56 (1701)
- Pélican 58 (Übernahme 1701)
- Aquilon 48 (Übernahme 1702–03)
- Triton 52 (1703)
- Rubis 56 (1704)
- Jason 54 (1704)
- Auguste 54 (1704)
- Fidéle 58 (1704)
- Hercule 56/60 (1705)
- Mars 54 (1705)
- Dauphine 60 (1706)
- Bourbon 54 (1706)
- Auguste 54 (1707)
- Superbe 56 (1708)
- Toulouse 62 (1714)

### Vaisseaux du quatrième rang
- Cardinal 30/42 (1638)
- Lune-Klasse
  - Lune 36/40 (1641)
  - Soleil 36/40 (1642)
- Mazarin 48/42 (1647)
- Éminent 36/46 (1635, Übernahme 1647)
- Régine 32/37 (1644, Übernahme 1647)
- Anna 46/40 (1650)
- Francoise 32/36 (1656)
- Hercule 36/40 (1655)
- Infante 34/36 (1661)
- Jules 36/38 (1661)
- Beaufort-Klasse
  - Beaufort 36 (1662)
  - Mercoeur 36 (1661)
- Duc 42/46 (1666)
- Sirène 44/46 (1666)
- Cheval Marin 44/46 (1666)
- Tigre 36/44 (1666)
- Dunkerquois 40/44 (1667)
- Flamand 40 (1667)
- Toulon 42/48 (1667)
- Provencal 40/48 (1667)
- Le Havre 36/44 (1669)
- Galant 44/46 (1668)
- Saint Antoine de Génes 40 (1665, Übernahme 1670)
- Baque 40/44 (1671)
- François-Klasse
  - François 44/48 (1670)
  - Oiseau 44/48 (1670)
- Entendu-Klasse
  - Entendu 40/46 (1673)
  - Croissant 40/46 (1673)
- Marquis 42/46 (1673)
- Étoile 34/40 (1673)
- Éole 38/46 (1673)
- Indien 38/50 (1673)
- Faucon 34/40 (1674)
- Hasardeux 34/44 (1674)
- Laurier 44 (1678)
- Arc en Ciel 40/50 (1678)
- Comte 40/44 (1677)
- Neptune 40/50 (1678)
- Écueil 40 (1678)
- Léger 40/44 (1679)
- Solide-Klasse
  - Solide 40/46 (1683)
  - Emporte 40/46 (1683)
- Gaillard 36/48 (1684)
- François 40/52 (1687)
- Trident 44/50 (1688)
- Maure 44/54 (1688)
- Alcyon 40/42 (1689)
- Adroit 44 (1691)
- Poli-Klasse
  - Opiniatre 40 (1691)
  - Poli 40 (1691)
- Mutine 40 (1695)
- Volontaire 44/36 (1695)
- Amphitrite 42 (1696)
- Avenant 42 (1696)
- Dauphine 42/40 (1697)
- Triton 40/44 (1697)
- Thetis 44 (1697)
- Renommée 48 (1698)
- Adélaïde 46 (1698)
- Maurepas 46 (1698)
- Héros 46 (1700)
- Dryade 46 (1702)
- Sylvie 40 (1703)
- Parfaite-Klasse
  - Parfaite 40 (1704)
  - Vestale 40 (1705)
- Griffon 44/50 (1705)
- Thétis 44 (1705)
- Atalante-Klasse
  - Atalante 42/44 (1707)
  - Diane 42/44 (1707)
- Amazone 40 (1707)
- Gloire 38 (1707)
- Argonaute 42/50 (1708)

Bemerkungen: Da die Schiffe des 4. Ranges (40 bis 54 Kanonen) Anfang der 18. Jahrhunderts nicht mehr als stark genug für die Schlachtlinie galten, wurden sie ab 1715 als Fregatten geführt.

### Erbeutete Schiffe
- Saint Cosme 50/52 – ehemals spanische San Cosimo, erbeutet 1672
- Saint Pierre 50/52 – ehemals spanische San Pedro, erbeutet 1674
- Défenseur 54 – ehemals niederländischer Ostindienfahrer Beschermer, erbeutet am 10. Dezember 1677
- Saint Louis 56/60 – ehemals genuesische San Giacomo, erbeutet im April 1684
- Vaillant 50 – ehemals englische Mary Rose, erbeutet am 22. Juli 1691
- Heureux Retour 46 – ehemals englische Happy Return, erbeutet am 14. November 1691
- Jerzé 48 – ehemals englische Jersey, erbeutet am 28. Dezember 1691
- Erbeutet bei der Seeschlacht bei Lagos, 28. Juni 1693
  - Zélande 64 – ehemals niederländische Zeelandia
  - Ville de Médemblick 64 – ehemals niederländische Wapen van Medemblik
- Espérance d'Angleterre 70 – ehemals englische Hope, erbeutet 1695
- Rotterdam 40 – ehemals niederländische Rotterdam, erbeutet Mai 1703
- Elizabeth 70 – ehemals englische Elizabeth, erbeutet am 22. November 1704
- Coventry 50 – ehemals englische Coventry, erbeutet am 4. August 1704
- Falmouth 50 – ehemals englische Falmouth, erbeutet am 15. August 1704
- Pendennis 54 – ehemals englische Pendennis, erbeutet 1705
- Blekoualle 54 – ehemals englische Blackwall, erbeutet 1705
- Mercure 40/42 – ehemals niederländische Mercurius, erbeutet 1705
- Hardenbroeck 50 – ehemals niederländische Hardenbroek, erbeutet am 2. Oktober 1706
- Erbeutet beim Seegefecht bei Kap Béveziers, 2. Maijul. / 13. Mai 1707greg.
  - Grafton 70 – ehemals britische Grafton
  - Hampton Court 70 – ehemals britische Hampton Court
- Erbeutet beim Seegefecht bei Lizard Point, 10. Oktoberjul. / 21. Oktober 1707greg.
  - Cumberland 84 – ehemals britische Cumberland 80
- Grand Vainqueur 54 – ehemals niederländische Overwinnaer, erbeutet 1708
- Gloucester 60/64 – ehemals britische Gloucester, erbeutet 1709
- Pembroke 60 – ehemals britische Pembroke, erbeutet 1710
- Le Beau Parterre – ehemals niederländische Schonauwen, erbeutet 1711

## Regierungszeit Ludwig XV. (1715–1774)

### Vaisseaux du premier rang

#### Dreidecker
- Foudroyant 110 (1724)
- Royal Louis 118 – Vor Stapellauf 1742 zerstört
- Royal Louis 116 (1759)
- Ville de Paris 90 (1764)
- Bretagne 110 (1766)

#### Zweidecker
- Tonnant 80 (1743)
- Soleil Royal 80 (1749)
- Foudroyant 80 (1750)
- Formidable 80 (1751)
- Duc de Bourgogne 80 (1751)
- Océan 80 (1756)
- Orient 80 (1756, Übernahme 1759)
- Saint-Esprit 80 (1765)
- Languedoc 80 (1766)
- Couronne 80 (1768)

### Vaisseaux du second rang
- Sceptre 74 (1720)
- Bourbon 74 (1720)
- Saint Philippe (1722)
- Duc d'Orléans-Klasse
  - Duc d'Orléans 74 (1723)
  - Phénix 74 (1723)
  - Ferme 74 (1723)
  - Espérance 74 (1724)
- Neptune 74 (1723)
- Saint Esprit 74 (1726)
- Juste 74/70 (1725)
- Aimable 70 (1725)
- Superbe 74/70 (1738)
- Dauphin Royal 74/70 (1738)
- Terrible 74 (1739)
- Invincible 74 (1744)
- Magnanime 74 (1744)
- Conquérant 74 (1746)
- Monarque-Klasse
  - Monarque 74 (1747)
  - Intrépide 74 (1747)
  - Sceptre 74 (1747)
- Magnifique-Klasse
  - Magnifique 74 (1749)
  - Entreprenant 74 (1751)
  - Guerrier 74 (1753)
- Couronne 74 (1749)
- Téméraire 74 (1749)
- Florissant-Klasse
  - Florissant 74 (1750)
  - Prudent 74 (1753)
- Redoutable 74 (1752)
- Algonkin 72 (1753)
- Palmier-Klasse
  - Palmier 74 (1752)
  - Héros 74 (1752)
- Courageux 74 (1753)
- Défenseur 74 (1754)
- Hector 74 (1755)
- Glorieux 74 (1756)
- Diadème-Klasse
  - Diadème 74 (1756)
  - Zodiaque 74 (1756)
  - Minotaure 74 (1757)
- Souverain-Klasse
  - Souverain 74 (1757)
  - Protecteur 74 (1760)
- Centaure 74 (1757)
- Thésée 74 (1759)
- Robuste 74 (1758)
- Diligent-Klasse
  - Diligent 74 (1762)
  - Six Corps 74 (1762)
- Citoyen-Klasse
  - Citoyen 74 (1764)
  - Conquérant 74 (1765)
  - Palmier 74 (1766)
  - Actif 74 (1767)
- Zélé 74 (1763)
- Bourgogne 74 (1766)
- Marseillois 74 (1766)
- César-Klasse
  - César 74 (1768)
- Bien-Aimé-Klasse
  - Bien-Aimé 74 (1769)
  - Victoire 74 (1770)

### Vaisseaux du troisième rang
- Content 56/60 (1717)
- Éclatant 62/64 (1721)
- Solide 62/64 (1722)
- Élisabeth 64 (1722)
- Saint-Louis-Klasse
  - Saint Louis 62/64 (1723)
  - Ardent 62/64 (1723)
- Brilliant 56/58 (1724)
- Léopard 64 (1727)
- Triton 60 (1728)
- Heureux 60 (1730)
- Fleuron 64 (1730)
- Diamant 50 (1733)
- Éole 64 (1733)
- Borée 64 (1734)
- Apollon 60 (1740)
- Sérieux 64 (1740)
- Mars-Klasse
  - Mars 64 (1740)
  - Alcide 64 (1743)
- Saint-Michel-Klasse
  - Saint Michel 64 (1741)
  - Vigilant 64 (1744)
- Trident 64 (1742)
- Caribou 52 (1744)
- Oriflamme 50/56 (1744)
- Arc en Ciel 50/56 (1745)
- Fier 50/60 (1745)
- Lys-Klasse
  - Lys 64 (1746)
  - Fougueux 64 (1747)
  - Dragon 64 (1747)
- Content-Klasse
  - Content 64 (1747)
  - Orphée 64 (1749)
- Triton 64 (1747)
- Achille 64 (1747)
- Saunt-Laurent-Klasse
  - Saint Laurent 64 (1748)
  - Original 64 (1750 – nicht fertiggestellt)
- Protée-Klasse
  - Protée 64 (1748)
  - Hercule 64 (1749)
- Amphion 50 (1749)
- Hippopotame 50 (1749)
- Aigle 50 (1750)
- Hardi-Klasse
  - Hardi 64 (1750)
  - Inflexible 64 (1752)
- Illustre-Klasse
  - Illustre 64 (1750)
  - Actif 64 (1752)
- Opiniâtre 64 (1750)
- Lion-Klasse
  - Lion 64 (1751)
  - Sage 64 (1751)
- Bizarre 64 (1751)
- Éveillé 64 (1752)
- Capricieux 64 (1753)
- Bienfaisant 64 (1754)
- Sphinx-Klasse
  - Sphinx 64 (1755)
  - Belliqueux 64 (1756)
- Vaillant-Klasse
  - Vaillant 64 (1755)
  - Modeste 64 (1759)
- Raisonnable 64 (1756)
- Célèbre 64 (1757)
- Brillant 64 (1757)
- Fantasque-Klasse
  - Fantasque 64 (1758)
  - Altier 64 (1760)
- Solitaire 64 (1758)
- Sagittaire 50 (1761)
- Sainte-Anne-Klasse
  - Sainte Anne 64 (1756, Übernahme 1759)
  - Notre Dame du Rosaire 64 (1757, Übernahme 1760)
  - Vierge de Santé 64 (1759, Übernahme 1760)
  - Saint François de Paule 64 (1759, Übernahme 1761)
- Union 64 (1763)
- Bordelais-Klasse
  - Bordelais 56 (1763)
  - Ferme 56 (1763)
  - Utile 56 (1764)
  - Flamand 56 (1765)
- Provence 64 (1763)
- Artésien-Klasse
  - Artésien 64 (1768)
  - Roland 64 (1771)
  - Alexandre 64 (1771)
  - Protée 64 (1772)
  - Éveillé 64 (1772)

#### Ostindienfahrer
- Vengeur 64 (1756, Übernahme 1765)
- Duc-de-Penthièvre-Klasse
  - Duc de Penthièvre 56 (1763, Übernahme 1769)
  - Duc de Duras 56 (1765, Übernahme 1769)
- Pondichèry 56 (1759)
- Indien-Klasse
  - Actionnaire 64 (1767, Übername 1770)
  - Indien 64 (1768, Übernahme 1770)
  - Mars 64 (1769, Übernahme 1770)
- Brillant 64 (1774)
- Solitaire 64 (1774)

### Vaisseaux du quatrième rang
Bemerkungen: Bei den Schiffen des 4. Ranges handelt es sich nach französischer Klassifizierung nicht mehr um Linienschiffe. Zweidecker werden in dieser Liste trotzdem aufgeführt.
- Argonaute-Klasse
  - Argonaute 46 (1722)
  - Parfaite 46 (1723)
- Néréide 42 (1724)
- Jason 50/52 (1724)
- Tigre 50 (1724)
- Gloire 46 (1725)
- Alcyon 50 (1726)
- Rubis 50/54 (1728)
- Aquilon 42/48 (1733)
- Auguste 52 (1741)
- Atalante 32 (1741)
- Gloire 44 (1742)
- Étoile 46 (1742)
- Diane 28 (1744)
- Aurore 46 (1745)
- Junon 44 (1747)
- Rose 30 (1752)
- Abénakise-Klasse
  - Abénakise 38 (1756)
  - Québec 38 (nicht fertiggestellt)

#### Ostindienfahrer
- Condé 56 (1753, Übernahme 1770)
- Paix 56 (1754, Übernahme 1770)
- Comte d’Argenson 56 (1757, Übernahme 1770)
- Massiac 56 (1758, Übernahme 1770)
- Berryer 56 (1759, Übernahme 1770)
- Bertin-Klasse
  - Bertin 56 (1761, Übernahme 1770)
  - Duc de Choiseul 56 (1761, Übernahme 1770)
- Beaumont-Klasse
  - Beaumont 56 (1762, Übernahme 1770)
  - Villevault 56 (1762, Übernahme 1770)
- Dauphin 56 (1766, Übernahme 1770)

### Erbeutete Schiffe
- Poder 60/62 – spanisches Handelsschiff, gekapert im Februar 1744
- Northumberland 68 – ehemals britische Northumberland, gekapert im Mai 1744
- Severn 40/48 – ehemals britische Severn, gekapert 1746
- Warwick 60/62 – ehemals britische Warwick, gekapert im März 1756
- Greenwich 50/58 – ehemals britische Greenwich, gekapert im März 1757
- Couronne Ottomane 74 – ehemals osmanische Osmanli Tac, übernommen im August 1761

## Regierungszeit Ludwig XVI. (1775–1792)

### Vaisseaux du premier rang

#### Dreidecker
- Invincible 110 (1780)
- Royal Louis 110 (1780)
- Terrible-Klasse
  - Terrible 110 (1780)
  - Majestueux 110 (1780)
- Commerce-de-Marseille-Klasse
  - Commerce de Marseille 118 (1788)
  - États de Bourgogne 118 (1790)
  - Dauphin Royal 118 (1791)

#### Zweidecker
- Auguste 80 (1778)
- Triomphant 80 (1779)
- Couronne 80 (1781)
- Deux Frères 80 (1784)
- Tonnant-Klasse
  - Tonannt 80 (1789)
  - Indomptable 80 (1790)

### Vaisseaux du second rang
- Fendant 74 (1776)
- César-Klasse
  - Destin 74 (1777)
- Neptune 74 (1778)
- Scipion-Klasse
  - Scipion 74 (1778)
  - Hercule 74 (1778)
  - Pluton 74 (1778)
- Annibal-Klasse
  - Annibal 74 (1778)
  - Northumberland 74 (1780)
- Héros 74 (1778)
- Magnanime-Klasse
  - Magnanime 74 (1779)
  - Illustre 74 (1781)
- Sceptre 74 (1780)
- Argonaute-Klasse
  - Argonaute 74 (1781)
  - Brave 74 (1781)
- Pégase-Klasse
  - Pégase 74 (1781)
  - Dictateur 74 (1782)
  - Suffisant 74 (1782)
  - Puissant 74 (1782)
  - Alcide 74 (1782)
  - Censeur 74 (1782)
- Centaure-Klasse
  - Centaure 74 (1782)
  - Heureux 74 (1782)
  - Séduisant 74 (1783)
  - Mercure 74 (1783)
- America 74 (1782)
- Téméraire-Klasse
  - Téméraire 74 (1782)
  - Superbe 74 (1784)
  - Audacieux 74 (1784)
  - Généreux 74 (1785)
  - Commerce de Bordeaux 74 (1785)
  - Fougueux 74 (1785)
  - Borée 74 (1785)
  - Ferme 74 (1785)
  - Patriote 74 (1785)
  - Lys 74 (1785)
  - Orion 74 (1787)
  - Léopard 74 (1787)
  - Entreprenant 74 (1787)
  - Impétueux 74 (1787)
  - Apollon 74 (1788)
  - América 74 (1788)
  - Duquesne 74 (1788)
  - Tourville 74 (1788)
  - Duguay-Trouin 74 (1788)
  - Aquilon 74 (1789)
  - Jupiter 74 (1789)
  - Éole 74 (1789)
  - Vengeur 74 (1789)
  - Jean Bart 74 (1790)
  - Thésée 74 (1790)
  - Scipion 74 (1790)
  - Thémistocle 74 (1790)
  - Pompée 74 (1791)
  - Suffren 74 (1791)
  - Pyrrhus 74 (1791)
  - Trajan 74 (1792)

### Vaisseaux du troisième rang
- Brillant 64 (1774)
- Solitaire-Klasse
  - Solitaire 64 (1774)
  - Réfléchi 64 (1776)
- Caton-Klasse
  - Caton 64 (1777)
  - Jason 64 (1779)
- Indien-Klasse
  - Sévère 64 (1775, Übernahme 1778)
  - Ajax 64 (1774, Übernahme 1779)
  - Superbe 64 (1774, Übernahme 1782)

### Erbeutete Schiffe
- Ardent 64 – ehemals britische Ardent, erbeutet 17. August 1779
- Serapis 50 – ehemals britische Serapis, erbeutet 23. September 1779
- Petit Annibal 50 – ehemals britische Hannibal, erbeutet am 21. Januar 1782

## Erste Republik (1792–1804)

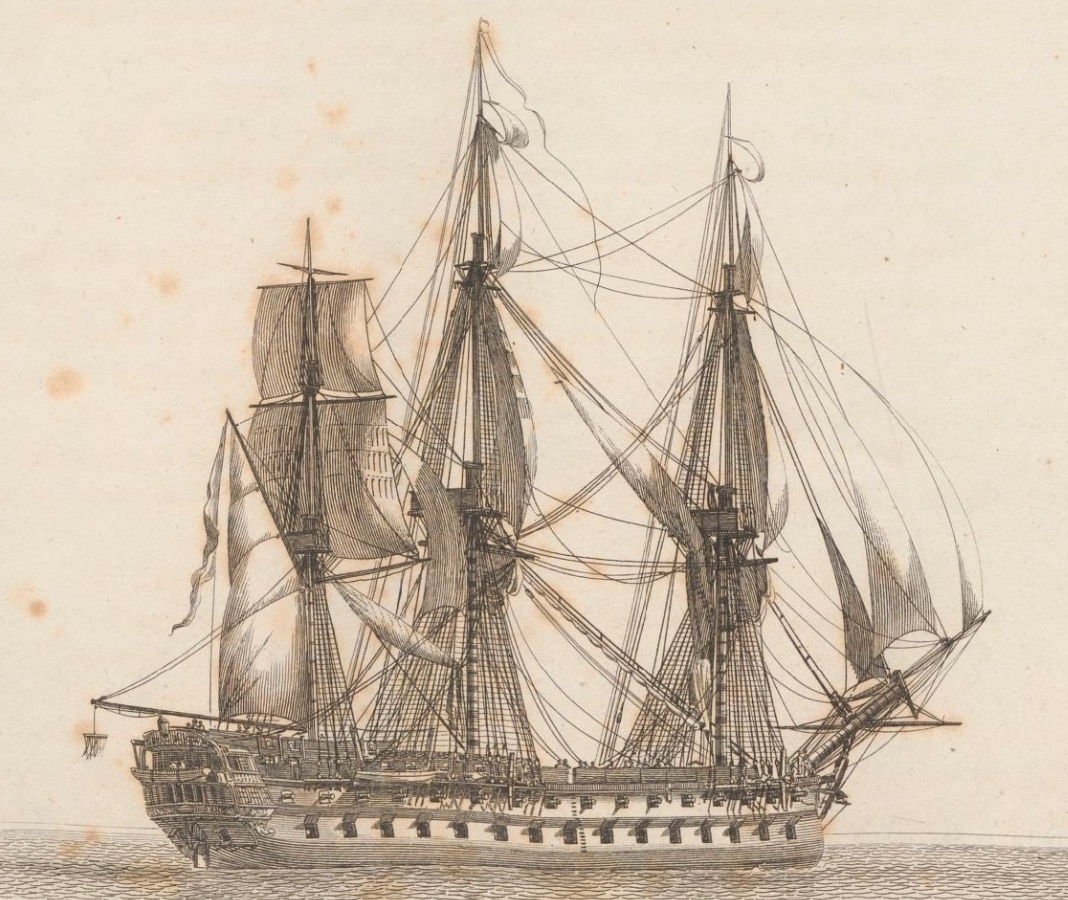
Französisches Linienschiff mit 80 Kanonen

### Dreidecker
- Commerce-de-Marseille-Klasse
  - République française 118 (1802)
  - Vengeur 118 (1803)

### Zweidecker
- Tonnant-Klasse
  - Sans Pereil 80 (1793)
  - Formidable 80 (1795)
  - Guillaume Tell 80 (1795)
  - Franklin 80 (1797)
  - Indivisible 80 (1799)
  - Foudroyant 80 (1799)
  - Bucentaure 80 (1803)
  - Neptune 80 (1803)
- Téméraire-Klasse
  - Tigre 74 (1793)
  - Tyrannicide 74 (1793)
  - Nestor 74 (1793)
  - Jemappes 74 (1794)
  - Barra 74 (1794)
  - Marat 74 (1794)
  - Droits de l'Homme 74 (1794)
  - Wattignies 74 (1794)
  - Cassard 74 (1795)
  - Jean-Jacques Rousseau 74 (1795)
  - Viala 74 (1795)
  - Hercule 74 (1797)
  - Spartiate 74 (1797)
  - Quatorze Juillet 74 (1798)
  - Argonaute 74 (1798)
  - Union 74 (1799)
  - Duguay-Trouin 74 (1800)
  - Aigle 74 (1800)
  - Scipion 74 (1801)
  - Héros 74 (1801)
  - Pacificateur 74 (1801)
  - Brutus 74 (1803)
  - Magnanime 74 (1803)
  - Suffren 74 (1803)
  - Cassard 74 (1803)
  - Vétéran 74 (1803)
  - Lion 74 (1804)
- Alliance 74 (Übernahme 1799) – ehemals spanische San Sebastian
- Saint Antoine 74 (Übernahme 1800) – ehemals spanische San Antonio
- Conquérant 74 (Übernahme 1800) – ehemals spanische Conquistador
- Intrépide 74 (Übernahme 1800) – ehemals spanische Intrepido
- Desaix 74 (Übernahme 1800) – ehemals spanische Pelayo
- Ulysse 74 (Übernahme 1800) – ehemals spanische San Genaro
- Atlas 74 (Übernahme 1800) – ehemals spanische Atlante

### Erbeutete Schiffe
- Alexandre 74 – ehemals britische Alexander, erbeutet 6. November 1794
- Berwick 74 – ehemals britische Berwick, erbeutet am 8. März 1795
- Erbeutet im Rahmen von Napoleons Italienfeldzug, 1797
  - Causse 70/64 – ehemals venezianische Vulcano
  - Dubois 66 – ehemals venezianische Fama
  - Robert 60 – ehemals venezianische Eolo
  - Sandos 70 – ehemals venezianische San Giorgio
  - Frontin 70 – ehemals venezianische Medea
  - Banel – ehemals venezianische Gloria
- Erbeutet bei der Einnahme Maltas, 11. Juni 1798
  - Dégo 62 – ehemals maltesische San Zacharia
  - Athénien 64 – ehemals maltesische San Giovanni
- Leander 50 – ehemals britische Leander, erbeutet am 18. August 1798
- Erbeutet beim Ersten Seegefecht vor Algeciras, 6. Juli 1801
  - Hannibal 74 – ehemals britische Hannibal
- Swiftsure  74 – ehemals britische Swiftsure , erbeutet am 24. Juni 1801

## Erstes Kaiserreich (1804–1815)

### Dreidecker
- Commerce-de-Marseille-Klasse
  - Austerlitz 118 (1808)
  - Monarque 118 (1810)
  - Impérial 118 (1811)
  - Montebello 118 (1812)
  - Héros 118 (1808)
- Commerce-de-Paris-Klasse
  - Commerce de Paris 110 (1806)
  - Duc d'Angoulême 110 (1814)

### Zweidecker
- Téméraire-Klasse
  - Régulus 74 (1805)
  - Courageux 74 (1806)
  - Ajax 74 (1806)
  - d'Hautpoult 74 (1807)
  - Triomphant 74 (1809)
- Tonnant-Klasse
  - Robuste 80 (1806)
  - Ville de Varsovie 80 (1808)
  - Donawerth 80 (1808)
  - Eylau 80 (1808)
  - Friedland 80 (1810)
  - Tilsitt 80 (1810)
  - Sceptre 80 (1810)
  - Auguste 80 (1811)
  - Pacificateur 80 (1811)
  - Illustre 80 (1811)
  - Diadème 80 (1811)
  - Conquérant 80 (1812)
  - Zélandais 80 (1813)
  - Magnifique 80 (1814)
- Asie 66 (1796, Übernahme 1809) – ehemals russische Asia
- Wreeker-Klasse
  - Prince Royal 80 (1798, Übernahme 1810) – ehemals holländische Kroonprins
  - Amiral Zoutman 80 (1800, Übernahme 1810) – ehemals holländische Admiraal Zoutman
  - Chatham 80 (1800, Übernahme 1810) – ehemals holländische Chattam
  - Royal Hollandais 80 (1806, Übernahme 1810) – ehemals holländische Koninklijie Hollander
  - Commerce de’Amsterdam 80 (1806) – ehemals holländische Amsterdamsche Handel
  - Amiral Evertsen 80 (1808)
  - Amiral de Ruyter 80 (1808)
- Kortenaar-Klasse
  - Doggersbank 68 (1798, Übernahme 1810)
  - Jean de Witt 68 (1798, Übernahme 1810)
  - Commerce de Rotterdam 68 (1798, Übernahme 1810)
  - Utrecht 68 (1800, Übernahme 1810)
- Admiral Tromp 68 (1808)

## Restauration (1815–48)

### Dreidecker
- Commerce-de-Marseille-Klasse
  - Souverain 118
  - Friedland 118

### Zweidecker
- Tonnant-Klasse
  - Centaure
  - Neptune
  - Algésiras
  - Jupiter
- Hercule-Klasse
  - Hercule 100
  - Jemmapes 100
  - Tage 100
- Suffren-Klasse
  - Suffren 90
  - Inflexible 90

## Zweite Republik (1848–1852) und Zweites Kaiserreich (1852–70)

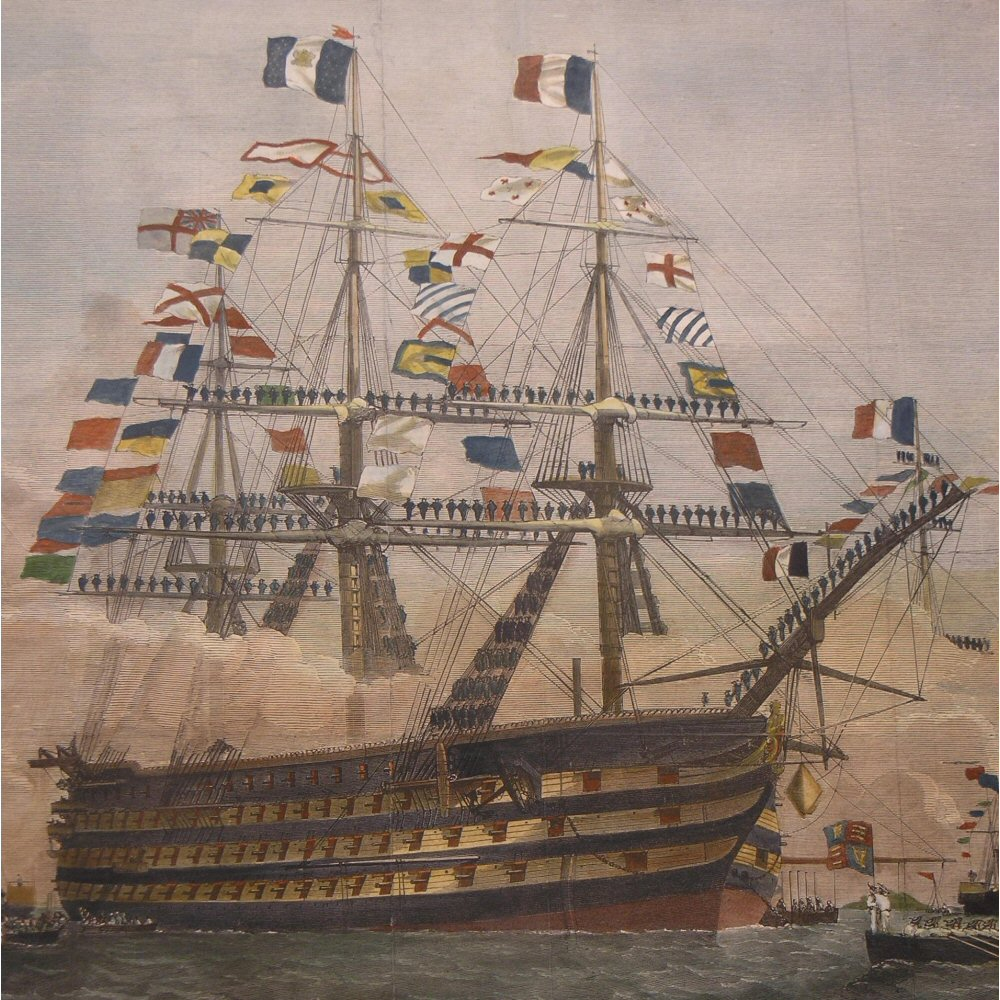
Französisches Linienschiff Bretagne

### Dreidecker
- Commerce-de-Marseille-Klasse
  - Ville de Paris 118 (1850)
  - Louis XIV 118 (1854)
- Montebello 120 (1852) – Schraubenlinienschiff
- Bretagne 130 (1855) – Schraubenlinienschiff

### Zweidecker
- Hercule-Klasse
  - Austerlitz 90 (1852)
  - Fleurus 90 (1853)
  - Prince Jérôme 90 (1853)
  - Duguay-Trouin 90 (1854)
  - Turenne 90 (1854)
  - Ulm 90 (1854)
  - Wagram 90 (1854)
  - Navarin 90 (1854)
  - Eylau 90 (1856)
- Suffren-Klasse
  - Bayard 90 (1848)
  - Duguesclin 90 (1848)
  - Breslaw 90 (1848)
  - Charlemagne 90 (1851)
  - Jean Bart 90 (1852)
  - Donawerth 90 (1854)
  - Tilsitt 90 (1854)
  - Saint Louis 90 (1854)
  - Alexandre 90 (1857)
  - Fontenoy 90 (1858)
  - Masséna 90 (1860)
  - Castiglione 90 (1860)
- Tourville-Klasse
  - Tourville 80 (1853)
  - Duquesne 80 (1853)
- Napoléon-Klasse
  - Napoléon 90 (1850) – Schraubenlinienschiff
  - Algésiras 90 (1855) – Schraubenlinienschiff
  - Arcole 90 (1855) – Schraubenlinienschiff
  - Redoutable 90 (1855) – Schraubenlinienschiff
  - Impérial 90 (1856) – Schraubenlinienschiff
  - Intrépide 90 (1864) – Schraubenlinienschiff
  - Ville de Nantes 90 (1858) – Schraubenlinienschiff
  - Ville de Bordeaux 90 (1860) – Schraubenlinienschiff
  - Ville de Lyon 90 (1861) – Schraubenlinienschiff

## Flaggen der französischen Marine

Franz. Seekriegsflagge von 1586–1790 und 1815–1830
Franz. Seekriegsflagge von 1790–1794
Franz. Seekriegsflagge von 1794–1815 und 1830–Heute